# 稲見敏夫
稲見 敏夫（いなみ としお）は、日本の入国審査官、法務官僚。法務省大臣官房審議官や、法務省入国管理局長などを務めた。

## 来歴・人物
東北大学法学部卒業。法務省入国管理局政策課補佐、法務省入国管理局総務課長、法務省大阪入国管理局長、法務省大臣官房審議官（入国管理局担当）等を経て、2006年から法務省入国管理局長を務め、技能実習制度を悪用した違法労働の調査や、制度の見直しを進めるなどした。2019年、瑞宝中綬章受章。